# Vipera
Vipera är ett släkte giftiga huggormar som återfinns över stora delar av jordklotet; från Nordafrika till polcirkeln och från Brittiska öarna österut till Stillahavskusten i Asien. 23 arter är för tillfället erkända.

## Beskrivning
Individer av arterna i släktet är vanligen små och relativt kraftigt byggda. Huvudet är markant avsatt från halsen och hos många arter är det täckt av små fjäll; några arter har dock ett litet antal plåtar på toppen. Formen på huvudet är ofta trekantig. Fjällen på ryggen är inte släta utan har en ås i mitten.

## Geografisk utbredning
Arterna i släktet återfinns på norra halvklotet, över i princip hela den europeiska kontinenten, på öar i Medelhavet och ner till norra Afrika, vidare österut genom norra Asien fram till Sachalin och norra Korea 

## Habitat
De flesta arterna föredrar kyligare klimat. De som återfinns längre söderut finns huvudsakligen på högre höjder i torr stenig miljö. De arter som återfinns längre norrut föredrar lägre höjder och fuktigare och växtrikare miljöer. Alla arterna är landlevande.

## Fortplantning
Alla arterna är vivipara, och föder alltså levande ungar.

## Gift
De flesta arterna i Vipera-släktet har ett gift som är sammansatt av både neurotoxin och hemotoxin. Betten varierar stort i farlighet. De mindre, nordliga arterna som huggorm utsöndrar enbart mycket små mängder gift vid varje bett, medan andra, till exempel sandhuggorm kan göra långt mer skada. Generellt sett är dock bett av arterna i släktet Vipera i allmänhet ofarligare än de av de större huggormarna i släktena Macrovipera eller Daboia.

## Arter
Ungefär 25 arter är erkända.
- Aspishuggorm V. aspis
- Huggorm V. berus
- Latastes huggorm V. latastei
- Palestinahuggorm V. palaestinae
- Sandhuggorm V. ammodytes
- Ängshuggorm V. ursinii
- V. albicornuta
- Turkisk bergshuggorm V. albizona
- V. barani
- V. bornmuelleri
- V. bulgardaghica
- V. darevskii
- Vipera dinniki
- V. kaznakovi
- V. latifii
- V. lotievi
- V. monticola
- Vipera nikolskii
- V. pontica
- V. raddei
- V. renardi
- V. seoanei
- V. wagneri